# 装束司
装束司（しょうぞくし）とは、朝廷の儀式や天皇の行幸の際に、その衣装や設備の設営を担当する役人のこと。

## 概要
神亀3年（726年）の聖武天皇の播磨国行幸の際に、六人部王・藤原麻呂・巨勢真人・県犬養石次ら27人が任じられたのが最初の例とされる。
行幸数十日前に造行宮使、前後次第司、留守などとともに装束司を任命することになっており、造行宮使に任命すべき官人の位階は「臨時事に随ひて処分」として決まっていないのに対して、装束司は鹵簿（ろぼ）の行進を一糸乱さずに指揮するという前後次第司同様、四等官制をとり、長官（三位・1名）・次官（2名）・判官（3名）・主典（3名）の制度が導入されている。人数については、次官・判官・主典ともに前後次第司よりも1人ずつ多く、行幸に際して任命される官職の中で最も重要と見られていた。
職務は行幸の際の衣服・調度その他の準備であり、準備すべき物資や馬・人夫などの規定は延喜式の行幸関係の条に記されている。装束司は、喪葬に際しても任命され、太政官式には「凡そ親王及び大臣薨じ、即ち装束司及び山作司に任ず」とある。斎宮の伊勢神宮下向や皇族・大臣の葬儀の際にも任命されるようになった。天皇・皇后・皇太后の場合ははばかって規定を省略している。